# Tuvslok
Tuvslok (Melica picta) är en gräsart som beskrevs av Karl Heinrich Koch. Enligt Catalogue of Life ingår Tuvslok i släktet slokar och familjen gräs, men enligt Dyntaxa är tillhörigheten istället släktet slokar och familjen gräs. Enligt den finländska rödlistan är arten nära hotad i Finland. Arten har ej påträffats i Sverige. Artens livsmiljö är friska och torra lundar. Inga underarter finns listade i Catalogue of Life.

## Bildgalleri

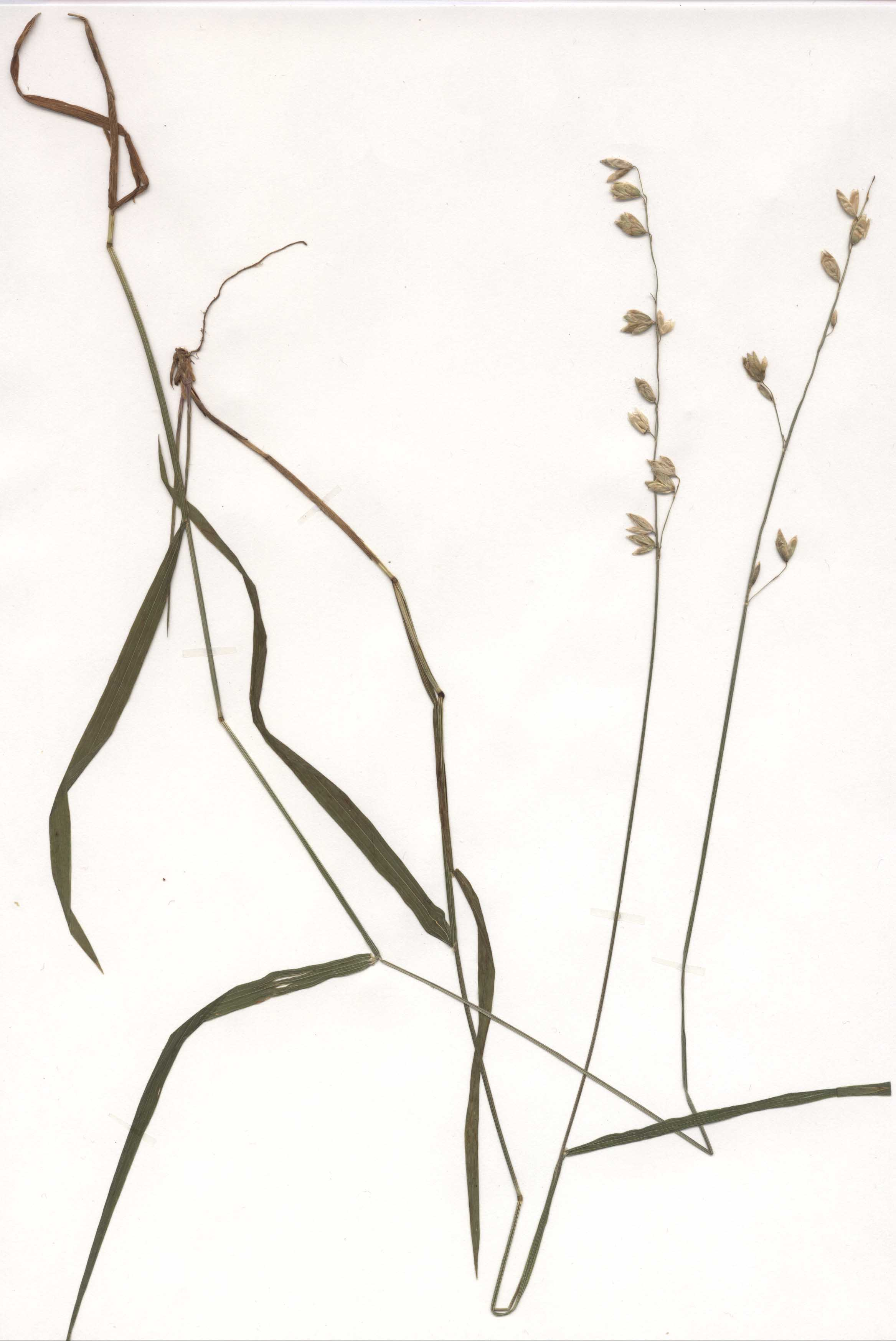
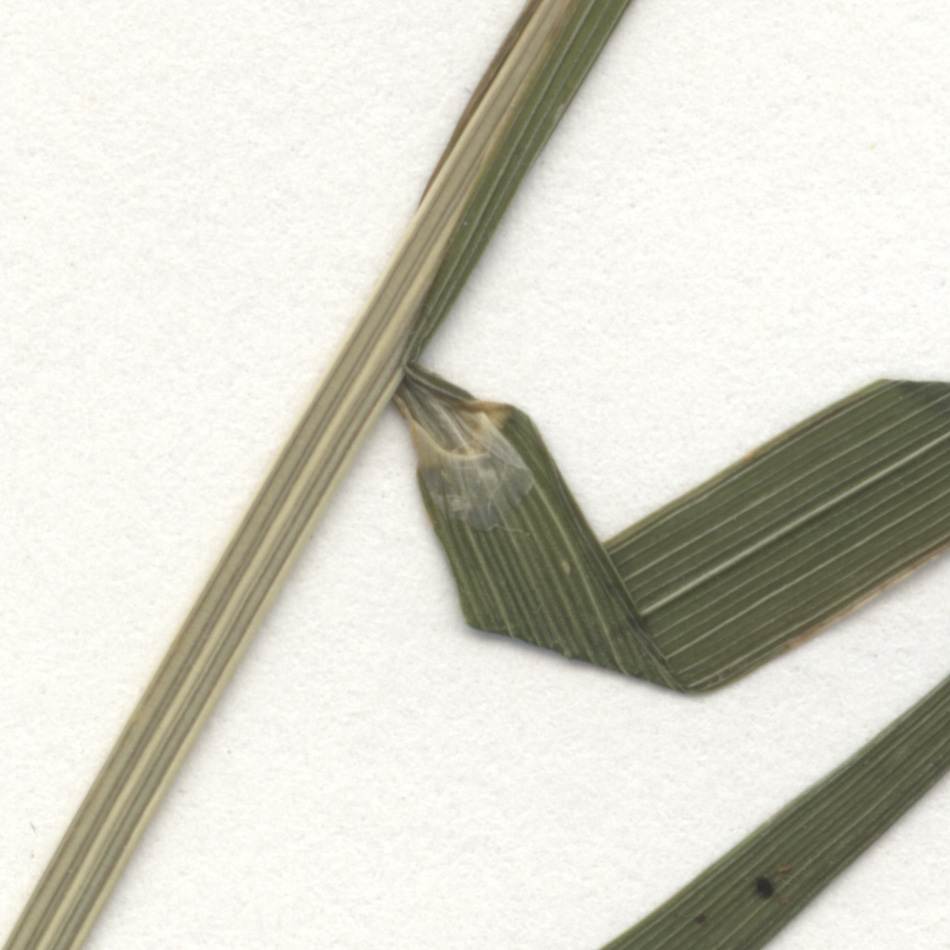
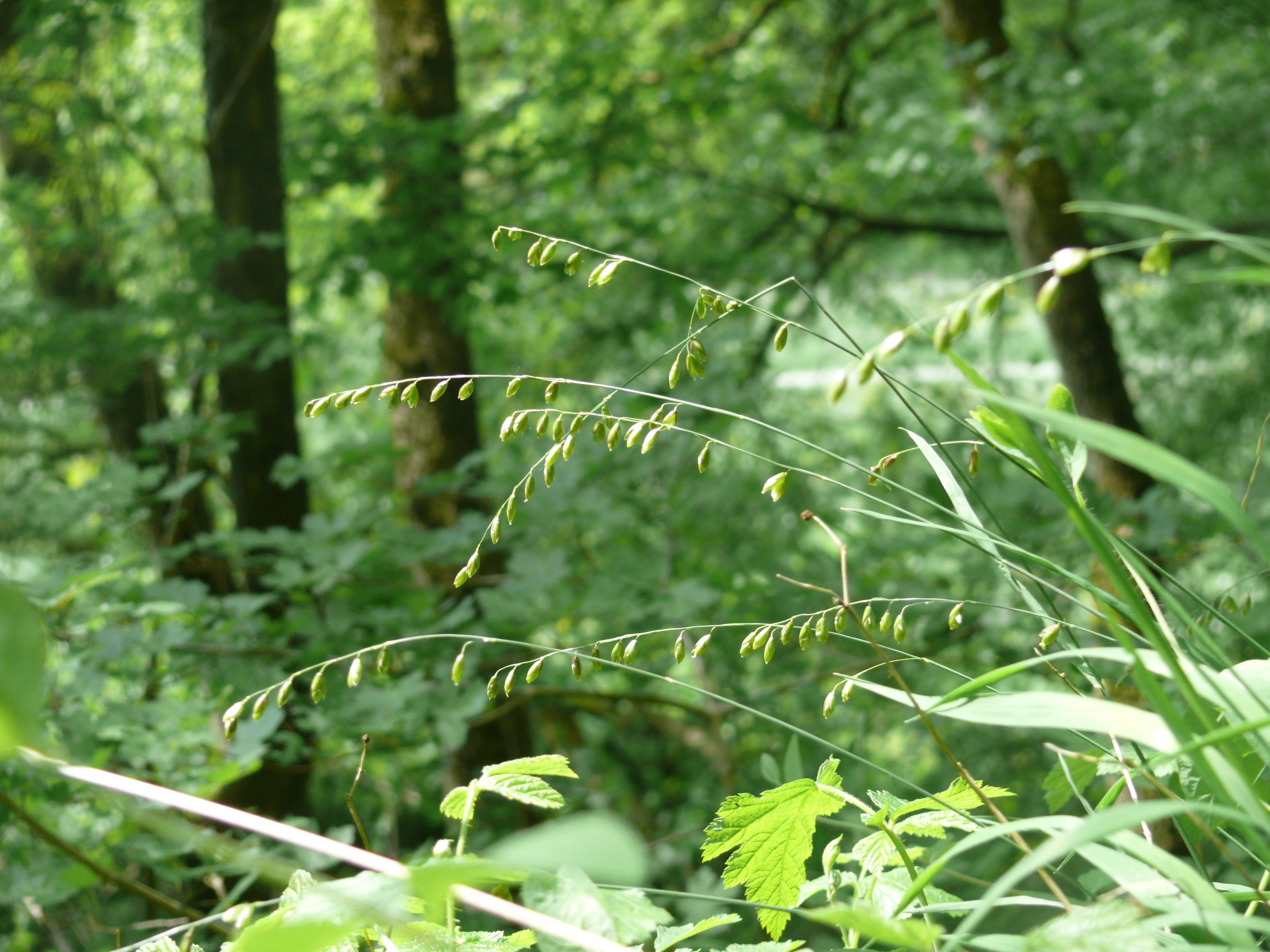
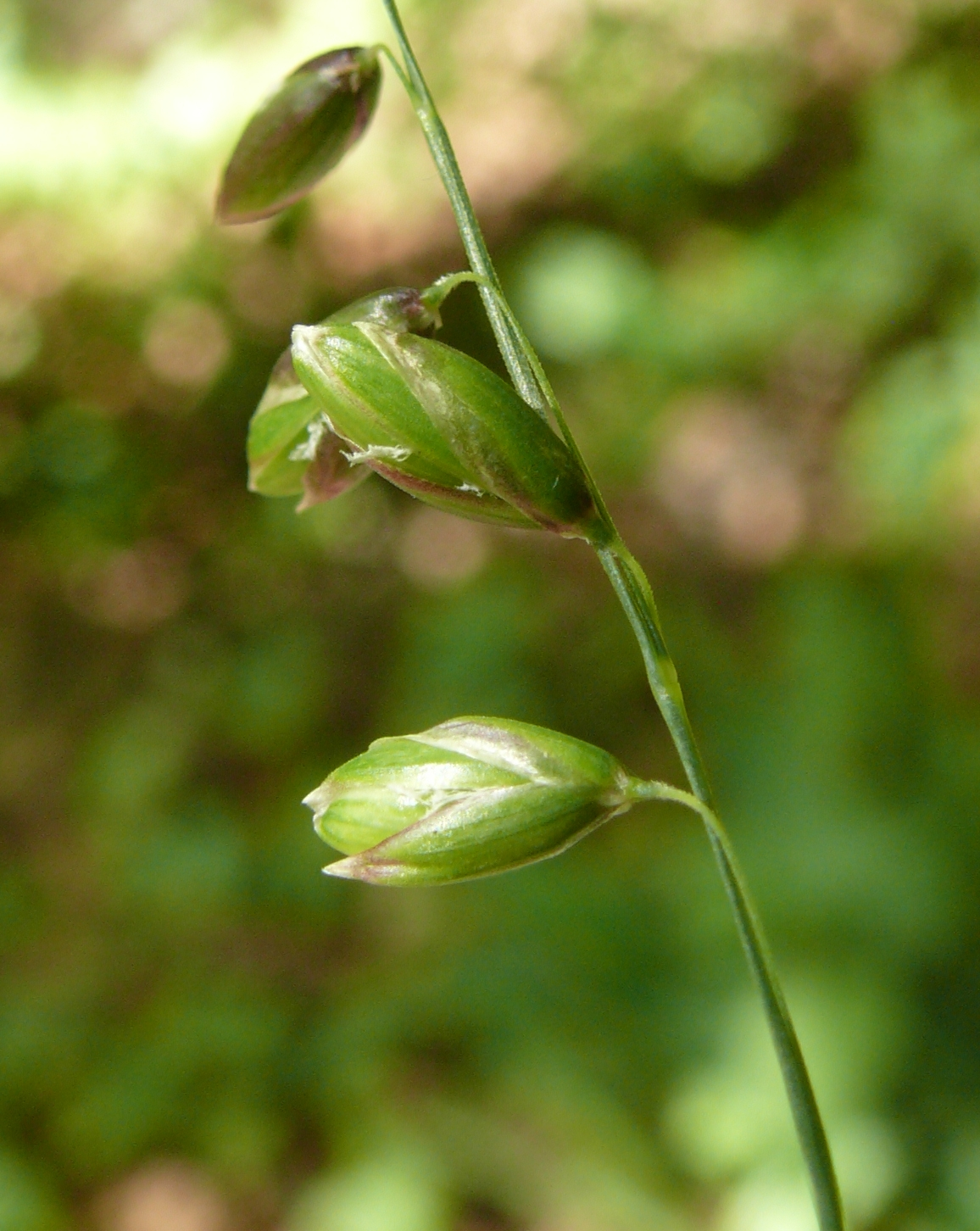
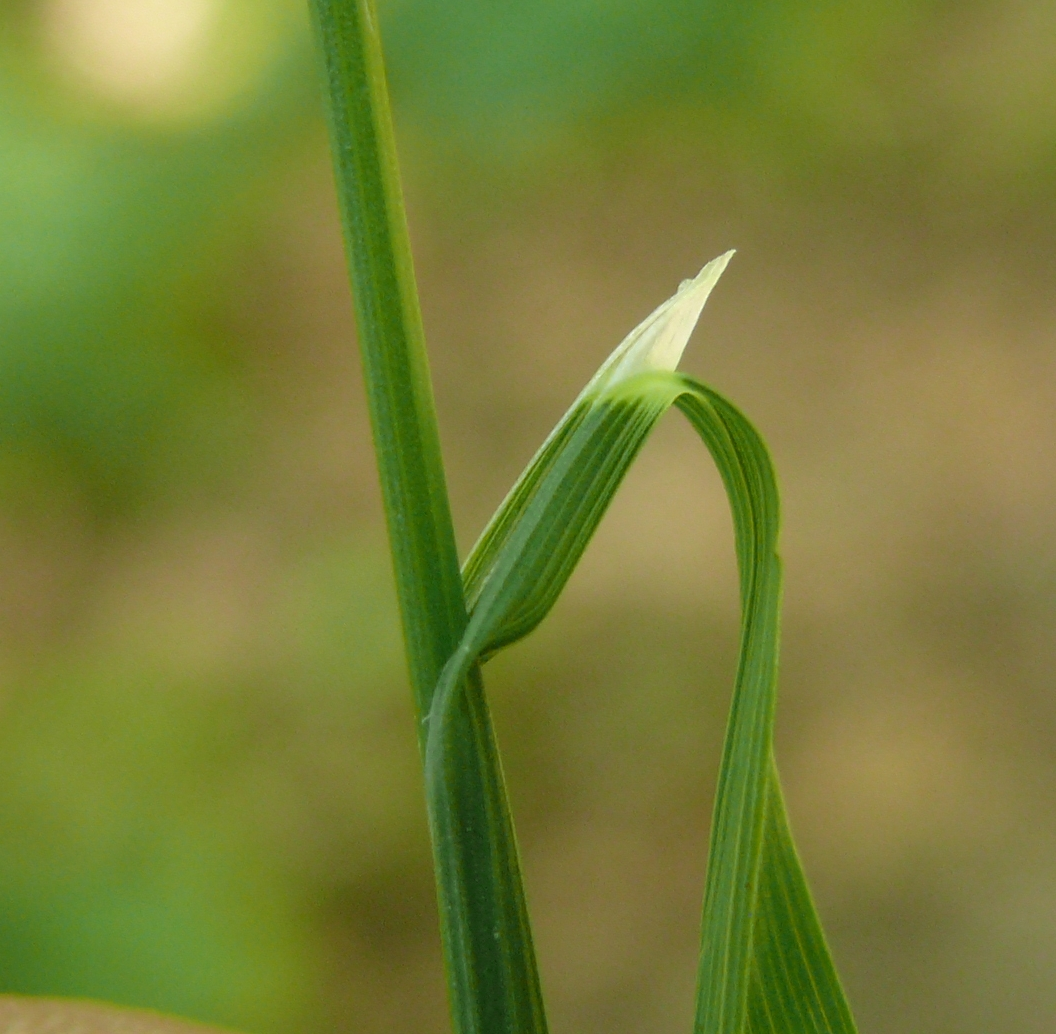
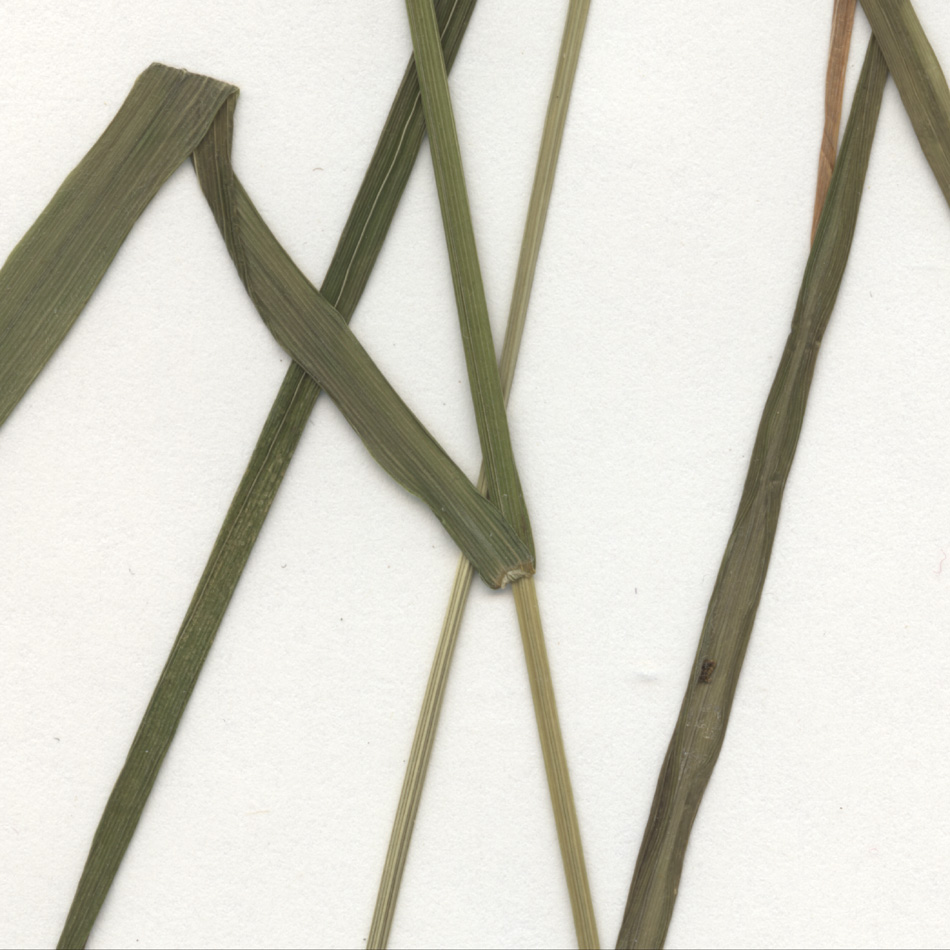